# سینه‌مخملی کوهستان
سینه‌مخملی کوهستان (نام علمی: Lafresnaya lafresnayi) یک گونه از خانواده مگس‌مرغان است، خانواده‌ای که همه مگس‌مرغ‌ها به آن تعلق دارند. این تنها عضو سردهٔ خود است و در کوه‌های آند، عمدتاً بین ۲۴۰۰ تا ۳۵۰۰ متر (۷۹۰۰ تا ۱۱۵۰۰ فوت)، شمال غرب ونزوئلا، کلمبیا، اکوادور و پرو یافت می‌شود. زیستگاه طبیعی آن مناطق پاکسازی‌شده و بوته‌ها در حاشیه جنگل‌های کوهستانی نمناک نیمه‌گرمسیری یا گرمسیری و جنگل‌های به شدت دگرگون‌شده است.
سینه‌مخملی کوهستان دارای طول کلی ۹ سانتی‌متر است که شامل ۲٫۵ سانتی‌متر طول نوک خمیده آن می‌شود. بخش روتنه آن سبز درخشان همانند گلو و سینه‌اش است، اما شکم سیاه و زیردم آن سفید است. دارای یک خال سفید کوچک پس از چشم است. پرهای بیرونی دم آن سفید با لبهٔ سیاه است، اما پرهای میانی دم آن سبز برنزی است. ماده مشابه است، با این تفاوت که لکه سیاه شکم را ندارد و بیشتر نخودی یا سفیدفام در زیر با خال‌های سبز است.

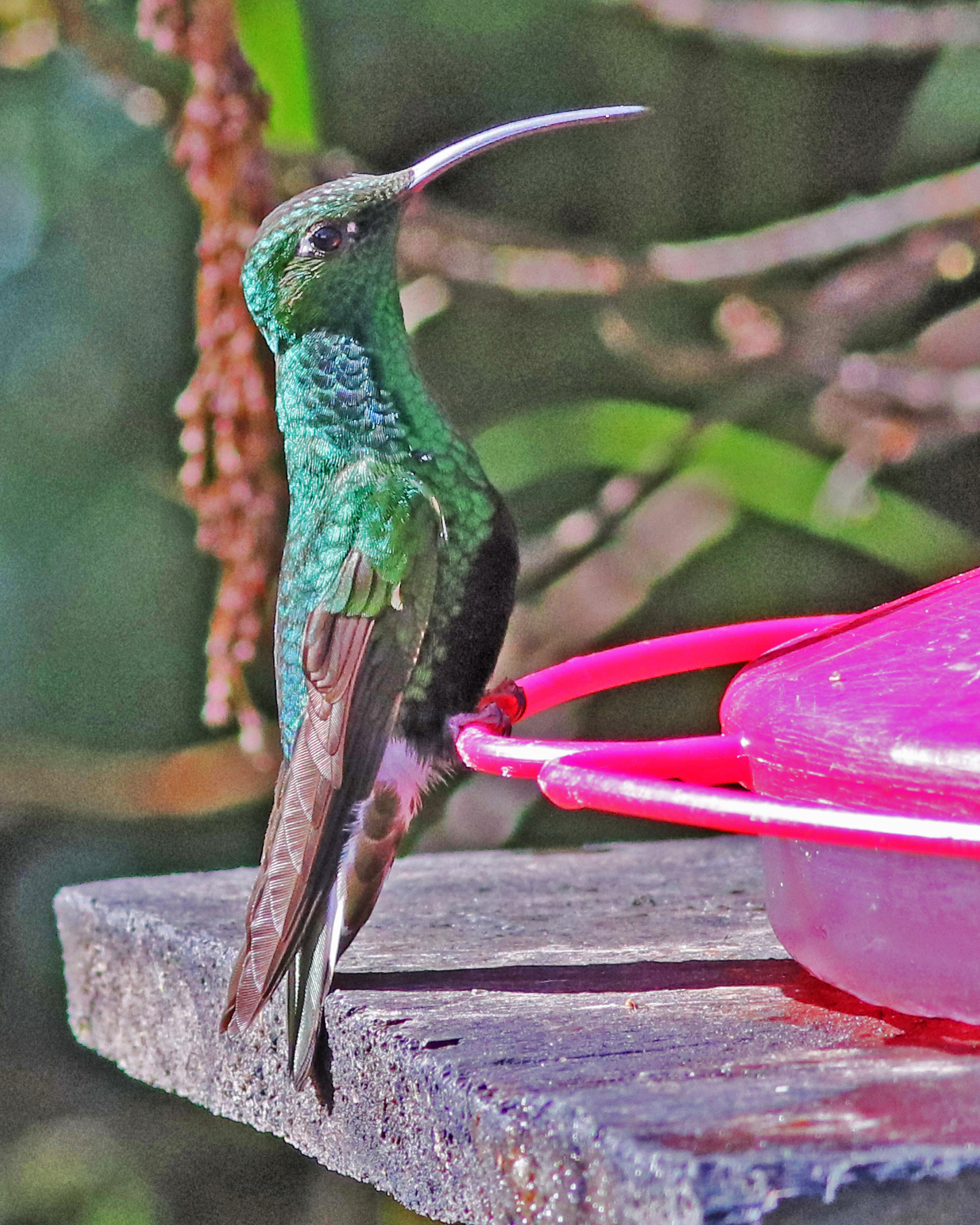
نری که شکم سیاه خود را نشان می‌دهد